# إدوين هنت
إدوين هنت (بالإنجليزية: Edwin Hunt)‏ هو محامي أمريكي، ولد في 9 يوليو 1902 في جاكسون في الولايات المتحدة، وتوفي في 11 أبريل 1981.